# Penelope Rich
Penelope Rich, née en 1563 et morte en 1607, est une comtesse anglaise.

## Biographie
Penelope Devereux naît en 1563. Fille de Walter Devereux, comte d'Essex, extrêmement belle, elle attire, toute jeune, l'attention de Philip Sidney, qui écrit des sonnets où il déclare sa flamme. En 1581, on lui fait épouser, contre son gré, Robert Rich. Elle maintient ses relations avec Sidney qui continue à célébrer ses charmes sous le nom de Stella. Vers 1595, elle devient la maitresse de Charles Blount, lord Mountjoy, dont elle a cinq enfants. Lord Rich s'occupe peu de sa femme et prend son parti de cette singulière situation. En 1601, cependant, ces deux époux mal assortis se séparèrent. Cette séparation aboutit à un divorce en 1605, et Penelope épouse alors son amant, devenu comte de Devonshire. Mais Jacques Ier, fort au courant cependant de cette liaison, et qui a comblé de faveurs et reçu à sa cour lady Rich, ne peut lui pardonner son second mariage. Le comte de Devonshire et sa femme survécurent peu à leur disgrâce.
Elle meurt en 1607.